# Вирус клещевого энцефалита
Вирус клещевого энцефалита (англ. tick-borne encephalitis virus) — переносимый иксодовыми клещами вирус рода флавивирусов семейства арбовирусов, вызывающий клещевой энцефалит.

## Подтипы
Вирусы клещевого энцефалита разделяются на пять подтипов:
- Дальневосточный (основной переносчик — клещ Ixodes persulcatus);
- Сибирский (основной переносчик — клещ Ixodes persulcatus);
- Европейский (основной переносчик — клещ Ixodes ricinus).
- Байкальский (основной переносчик — клещ Ixodes persulcatus).
- Гималайский (основной переносчик — клещ Ixodes himalayensis).

Эталонным штаммом вируса клещевого энцефалита является штамм «Софьин».

## Эволюция
Эволюция вируса клещевого энцефалита изучалась методами биоинформатики. Предполагается, что существующие подтипы вируса разделились в диапазоне от 3300 до 2750 лет назад, а разделение сибирского и дальневосточного подтипов случилось порядка 2250 лет назад.

## Распространение
Предполагается, что вирус клещевого энцефалита как минимум трижды передавался в Японию в XVI—XVIII веках. Вирус японского энцефалита переносится не клещами, а комарами.
Штаммы вируса, циркулирующие в Латвии, происходят как из России, так и из Западной Европы, в то время как эстонские штаммы имеют преимущественно российское происхождение, а литовские — западноевропейское.

## Строение

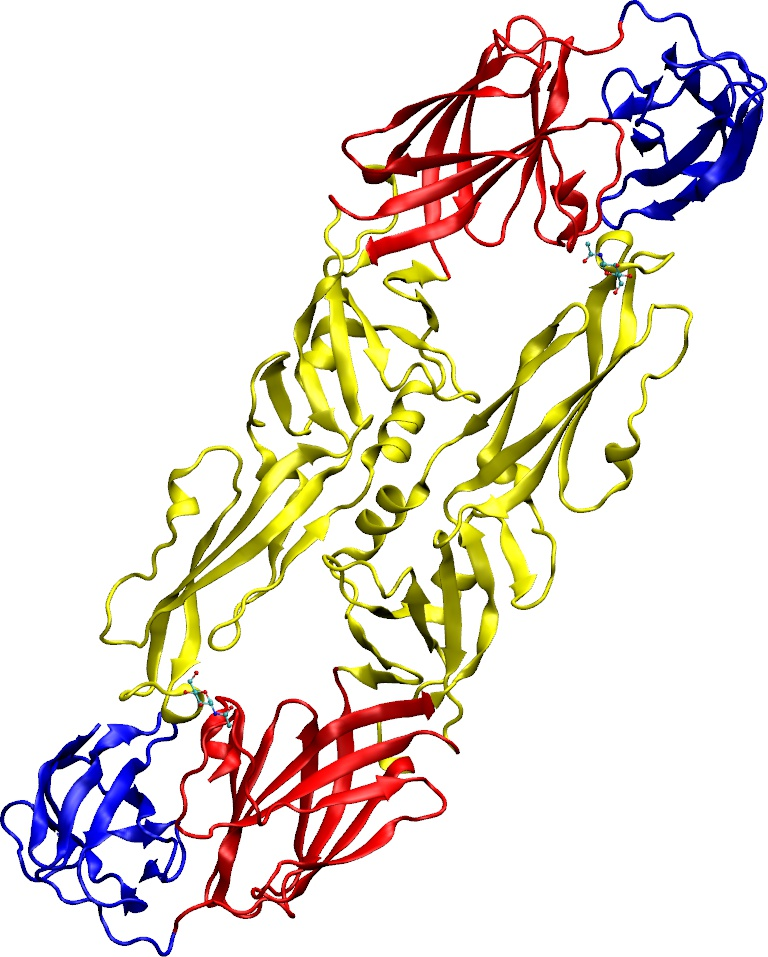
Строение эктодомена белка Е оболочки вириона вируса клещевого энцефалита